# Шкурко Микола Пантелійович
Микола Пантелійович Шкурко (нар. 16 грудня 1954, с. Крути, Ніжинський район, Чернігівська область) — український краєзнавець, громадський діяч, підприємець-благодійник.

## Біографічні відомості
Є нащадком сотників Веркіївської сотні Ніжинського полку Війська Запорозького Зимницьких.
Закінчив 1977 року Київський технологічний інститут харчової промисловості, інженер-технолог м'ясної промисловості. В 1977—1979 роках служив у Радянській армії, офіцер запасу. Працював на Ніжинському, Конотопському м'ясокомбінатах, Бахмацькому птахокомбінаті, Ніжинському консервному комбінаті, Ніжинському жиркомбінаті. Заснував і був генеральним директором Просвітньої виробничо-комерційної фірми «Сяйво» (1993—2023), директором Благодійного фонду «Ніжен» (від 2002 і до сьогодні).

## Громадська діяльність
Заснував і очолював (1989—1996, знову — з 2012) Ніжинське товариство української мови імені Тараса Шевченка (після проголошення Незалежності України — Ніжинське товариство «Просвіта» імені Тараса Шевченка), був заступником голови Чернігівського обласного об'єднання товариства «Просвіта», ініціатор заснування (2022) Громадської спілки"Ніжинське товариство «Просвіта»". Редактор газети «Нова Просвіта» (2003—2004, 2022).
Один із засновників РУХу за Перебудову в м. Ніжин. Ініціатор встановлення пам'ятника Т. Г. Шевченку в Ніжині (1991).
Голова Ради директорів Громадської спілки «Асоціація розвитку льонарства і коноплярства України» (2017-2023), директор Благодійного фонду «Ніжен» (із 2002 р.), голова Асоціації «Об'єднання підприємств Ніжинщини» (із 2011 р.),голова Регіональної галузевої ради підприємців з питань торгівлі приЧернігівській обласній державній адміністрації (2009-2010 ), голова Ради підприємців при Ніжинській міській раді (2019-2021), член низки дорадчо-консультаційних органів при Ніжинській міській раді, Ніжинській районній державній адміністрації, Чернігівській обласній державній адміністрації.
Популяризатор творчості І. Качуровського (1918—2013). Як керівник Благодійного фонду «Ніжен» здійснив почесне поховання І. Качуровського в с. Крути Ніжинського району Чернігівської області, згідно із заповітом письменника (2013).
Співучасник створення «Ніжинської стіни героїв» (2018), організатор встановлення пам'ятного каменя-стели на честь 370-ї річниці утворення Ніжинського полку Війська Запорозького (2018), пам'ятного каменя-стели на честь Веркіївської сотні Ніжинського полку Війська Запорозького (2019), каменя-стели на вшанування пам'яті Гетьманів Війська Запорозького Івана Мазепи і Пилипа Орлика та їхнього союзника короля Швеції Карла ХІІ (2021).

## Творчий доробок
Упорядник видань з історії Ніжина та Ніжинщини: «Історія Ніжена мовою дат» (2004), «Голодомор на Ніжинщині» (2009), спогадів Ф. Проценка «Мистецькі спомини. 1880—1930» (1993), І. Качуровського «Крути мого дитинства» (2007), О. Лазаренка «Спогади про Ніжин» (2015). Співавтор епістолярного збірника «Ігор Качуровський — Микола Шкурко: Листування. 1994—2013. Мюнхен–Ніжен» (2016). Автор-упорядник книги "Ніжин: долі та спогади" (2024). Автор книги "На шляху державотворення. Статті, дописи, діалоги, коментарі, вислови. 1986–2024" (2024).
Упорядник і відповідальний редактор просвітницьких видань: «Питання мови, справа буття нації» (2016); «Боротьба за мову триває» (2019); "Біла книга «Просвіти» (2022).
Співавтор робіт: 
Коваленко Сергій, Попович Владислав, Шкурко Микола. "Веркіївська сотня Ніжинського полку Війська Запорозького: історичний нарис" (2019 і 2024); 
Коваленко Сергій, Шкурко Микола. "Коропська сотня Ніжинського полку Війська Запорозького: історичний нарис" (2023);
Коваленко Сергій, Шкурко Микола. "Борзенська сотня Ніжинського полку Війська Запорозького: історичний нарис" (2024);
Коваленко Сергій, Шкурко Микола. "Батуринська сотня Ніжинського полку Війська Запорозького: історичний нарис" (2024);
Коваленко Сергій, Шкурко Микола. "Кролевецька сотня Ніжинського полку Війська Запорозького: історичний нарис" (2024).
Коваленко Сергій, Шкурко Микола. " Чернігівський полк Війська Запорозького: історичний нарис" (2024).
Усі видання розміщено у вільному доступі на сайті БФ "Ніжен" (https://nizhen.com.ua/?part_id=70).
Автор статей у «Енциклопедії сучасної України».
Автор публіцистичних і наукових статей, присвячених проблемам державотворення.

## Відзнаки
- За активну громадську діяльність нагороджений грамотою та нагрудним знаком Чернігівської обласної ради (2015).
- Лауреат Чернігівського обласного конкурсу «Благодійник року» в номінації «Благодійник року — представник малого бізнесу» (2020)[14]